# Abdul Shacour Azimi
Abdul Schacour Azimi (dari عبدالشكور عظیمی; ur. w 1923) – afgański piłkarz, reprezentant Afganistanu na Letnich Igrzyskach Olimpijskich 1948.
W Londynie, grano od razu w systemie pucharowym. Jego reprezentacja rozegrała jeden mecz w rundzie eliminacyjnej. Na Goldstone Ground w Brighton, Afgańczycy podejmowali reprezentację Luksemburga. Azimi wystąpił w tym meczu na pozycji pomocnika. Jego reprezentacja przegrała jednak aż 0-6, tym samym odpadła ona z rywalizacji.